# Heinrich Schmieder
Heinrich Schmieder (ur. 14 lutego 1970 w Schwäbisch Hall, zm. 21 lipca 2010 w Livigno) – niemiecki aktor filmowy i telewizyjny, znany głównie z roli Rochusa Mischa w filmie Upadek.

## Biografia
Heinrich Schmieder pochodził z rodziny o albańskich korzeniach. W latach 1991–1994 studiował aktorstwo w Zinner Studio w Monachium. W latach 1999–2001 grał rolę komisarza Tobiasa von Sachsena w serialu Tatort. W 2001 wystąpił u boku Heino Fercha i Sebastiana Kocha w filmie Tunel ku wolności. W 2004 roku wystąpił w roli Rochusa Micha w nominowanym do Oscara dramacie wojennym Upadek.
21 lipca 2010 roku Schmieder został znaleziony martwy w hotelu w Livigno we Włoszech. Osierocił dwójkę dzieci. Przyczyna jego śmierci jest nieznana.